# Chiesa di Santa Margherita (Licodia Eubea)
La basilica di Santa Margherita Vergine e Martire è la chiesa madre di Licodia Eubea, dedicata alla santa patrona della città Margherita V.M d'Antiochia di Pisidia.

## Storia

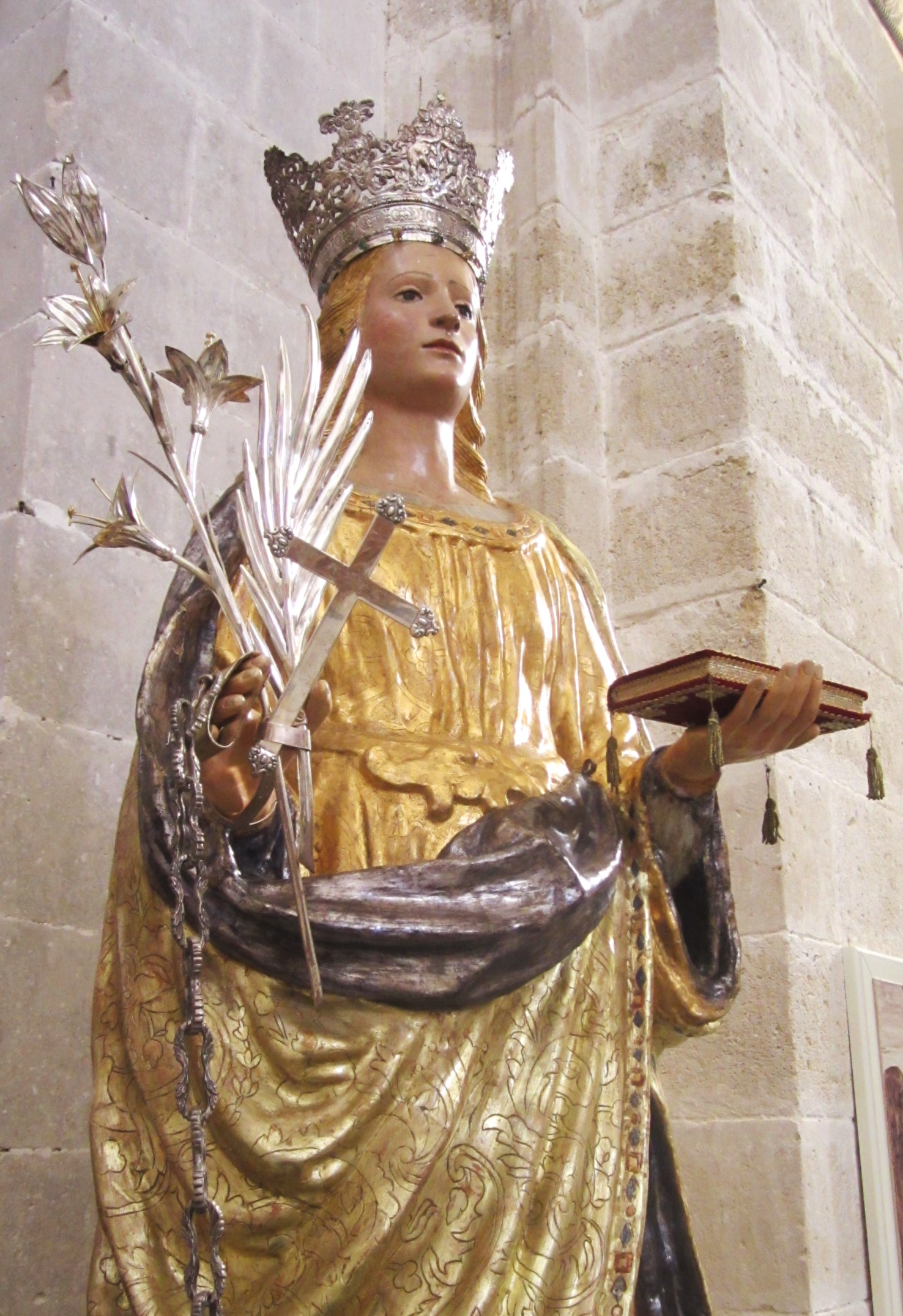
Simulacro ligneo di autore ignoto di Santa Margherita d'Antiochia, patrona di Licodia Eubea

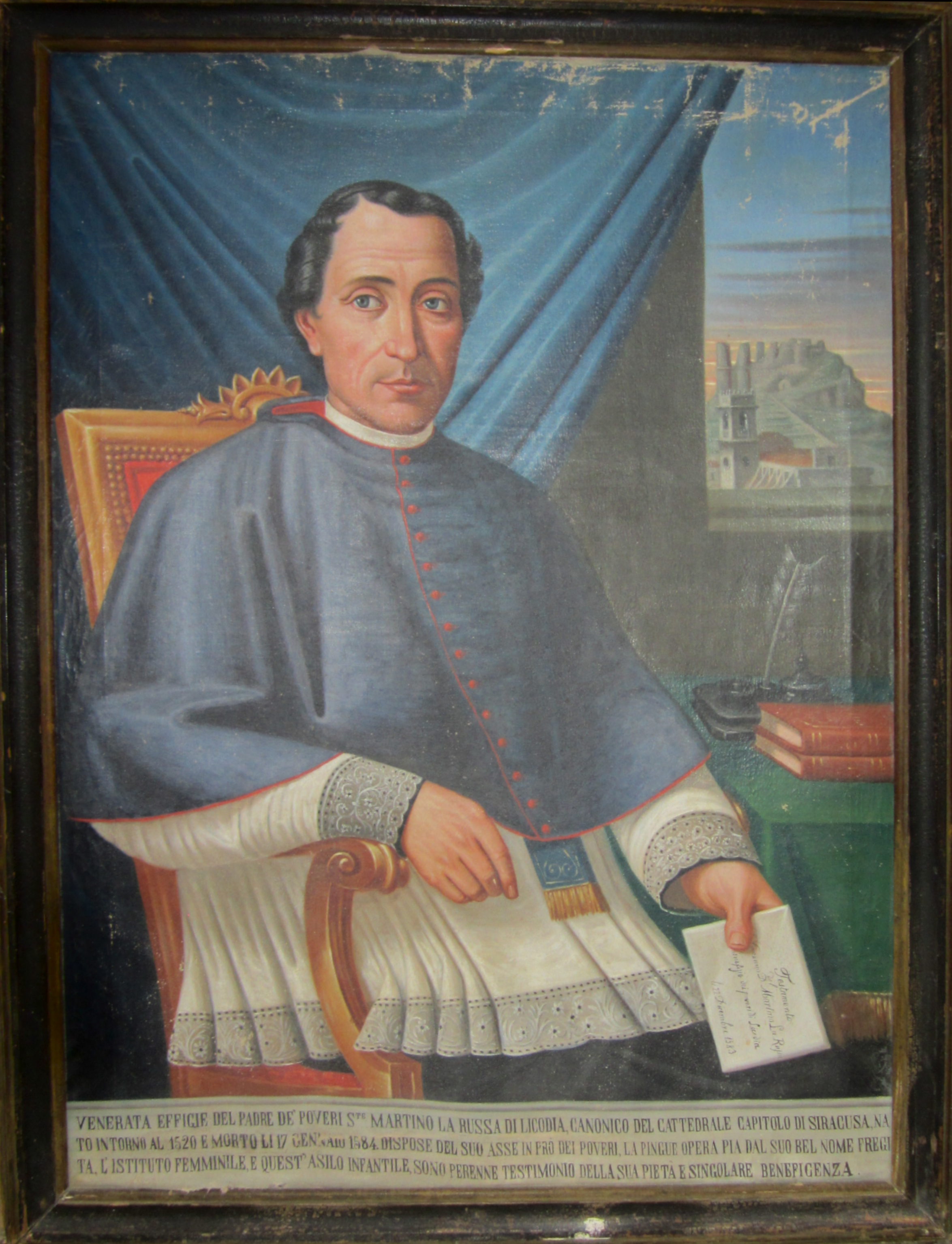
Il Canonico Martino La Russa

Il tempio è sito in piazza Vittorio Emanuele, ai piedi del castello medievale Santapau. La chiesa fu presumibilmente oggetto di trasformazioni ed ampliamenti fin dalla seconda metà del XVI secolo. Per le fabbriche della chiesa, dopo il 1584, vennero indirizzati ingenti capitali proveniente dal ricco lascito del canonico del capitolo della Cattedrale di Siracusa, sacerdote Martino La Russa, venuto a mancare a gennaio di quell'anno. Nel 1625 la chiesa di Santa Margherita ottiene il ruolo di guida della comunità ecclesiale della terra di Licodia, divenendo chiesa madre, titolo mantenuto in precedenza e per diversi secoli dalla antica chiesa di Sant'Antonio Abate, patrono del luogo. La chiesa di Sant'Antonio sorgeva sulla collina del castello Santapau, in prossimità della struttura simbolo del potere feudale, e venne completamente rasa al suolo dal terremoto del 1693 non venendo mai più riedificata. Lo stesso evento sismico, che colpì l'intero Vallo di Noto, causò numerosi danni a Licodia distruggendo in buona parte anche la struttura della chiesa di Santa Margherita. La tradizione, confermata da alcuni documenti, vuole che dell'edificio fosse rimasta quasi del tutto illesa una navata all'interno della quale per alcuni anni continuarono ad essere officiati i sacramenti. Subito dopo il terremoto il Sacramento, l'antica statua di Santa Margherita e le relative reliquie vennero trasferite nella chiesa del Crocefisso, anche detta dell'Ospedale, non rovinata dal sisma.  

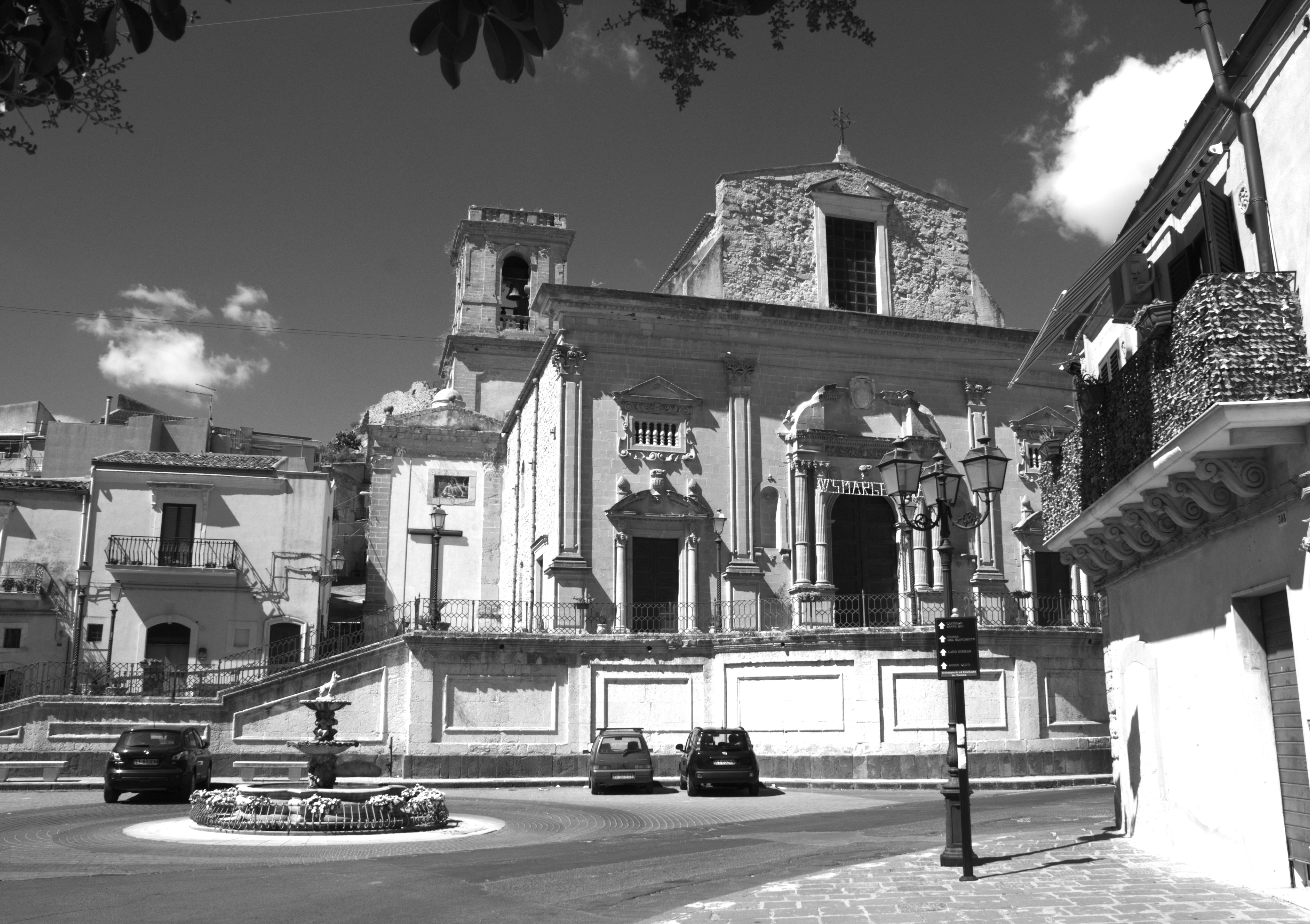
Prospetto della chiesa madre di Licodia Eubea

Solo nel 1738 la chiesa madre venne riaperta  e riconsacrata dopo i restauri. 
Sino al XIX secolo la chiesa era del tutto sprovvista dell'attuale sagrato con gradinata, realizzati su progetto dell'architetto Antonino Astuto, di origine licodiana nella seconda metà dell'Ottocento. Nel corso del XIX secolo e del secolo successivo la chiesa subì modifiche piuttosto invasive fra cui si ricordano quelle operate nell'area presbiterale frutto di una superficiale interpretazione delle disposizioni in norme di liturgia  del Concilio Vaticano II, portando alla rimozione della balaustrata in marmi policromi che connotava l'altare maggiore. La comunità di Licodia, che da molti decenni invocava quale patrona la vergine e martire Margherita d'Antiochia, nel 1905 ottenne dalla Santa Sede di venerare quale Patrona principale la santa. Promotore di tale iniziativa fu il frate cappuccino licodiano Padre Francesco Lo Bartolo.

## Descrizione

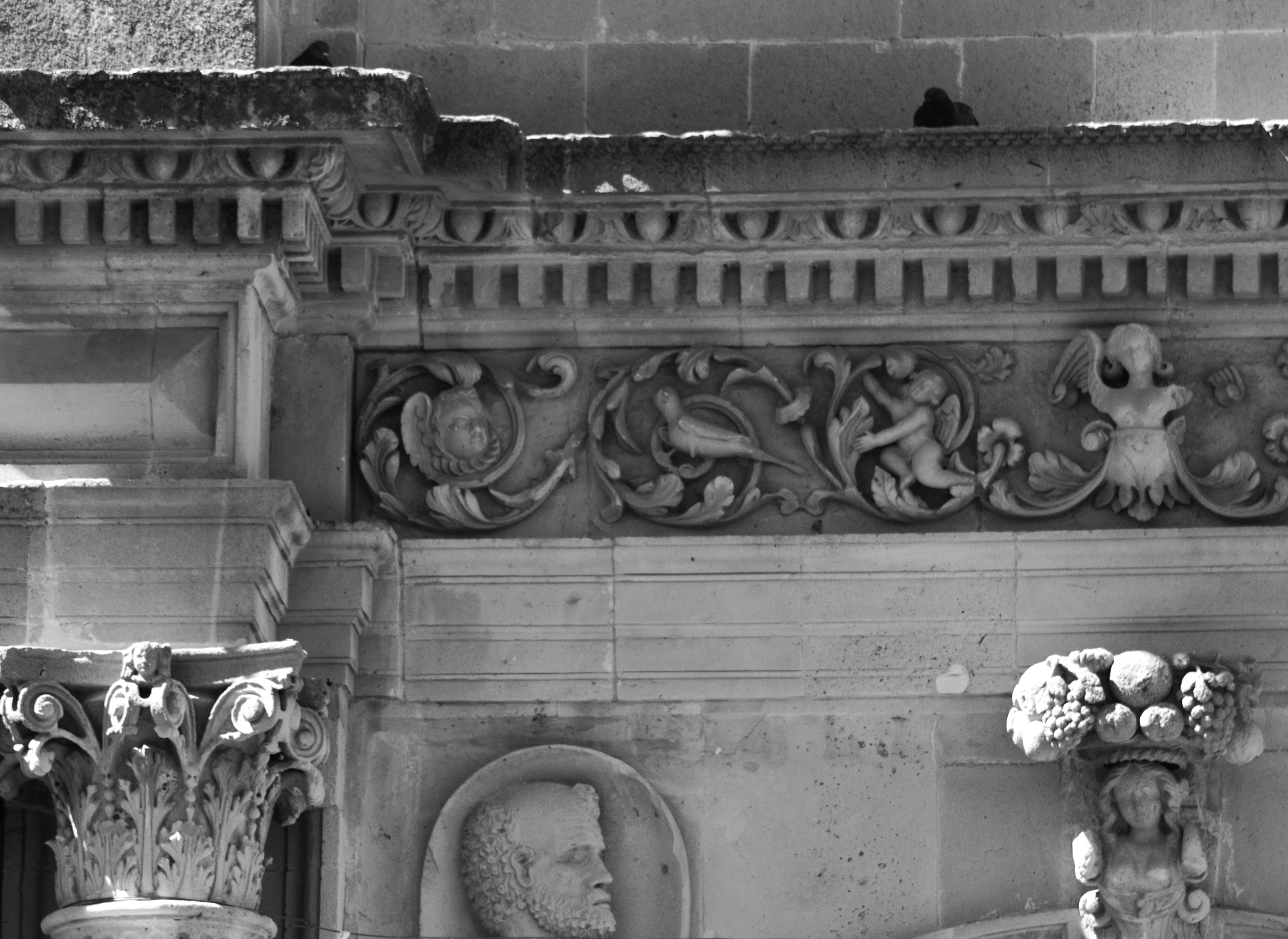
Fregi del prospetto principale della chiesa madre di Licodia Eubea

### Esterno

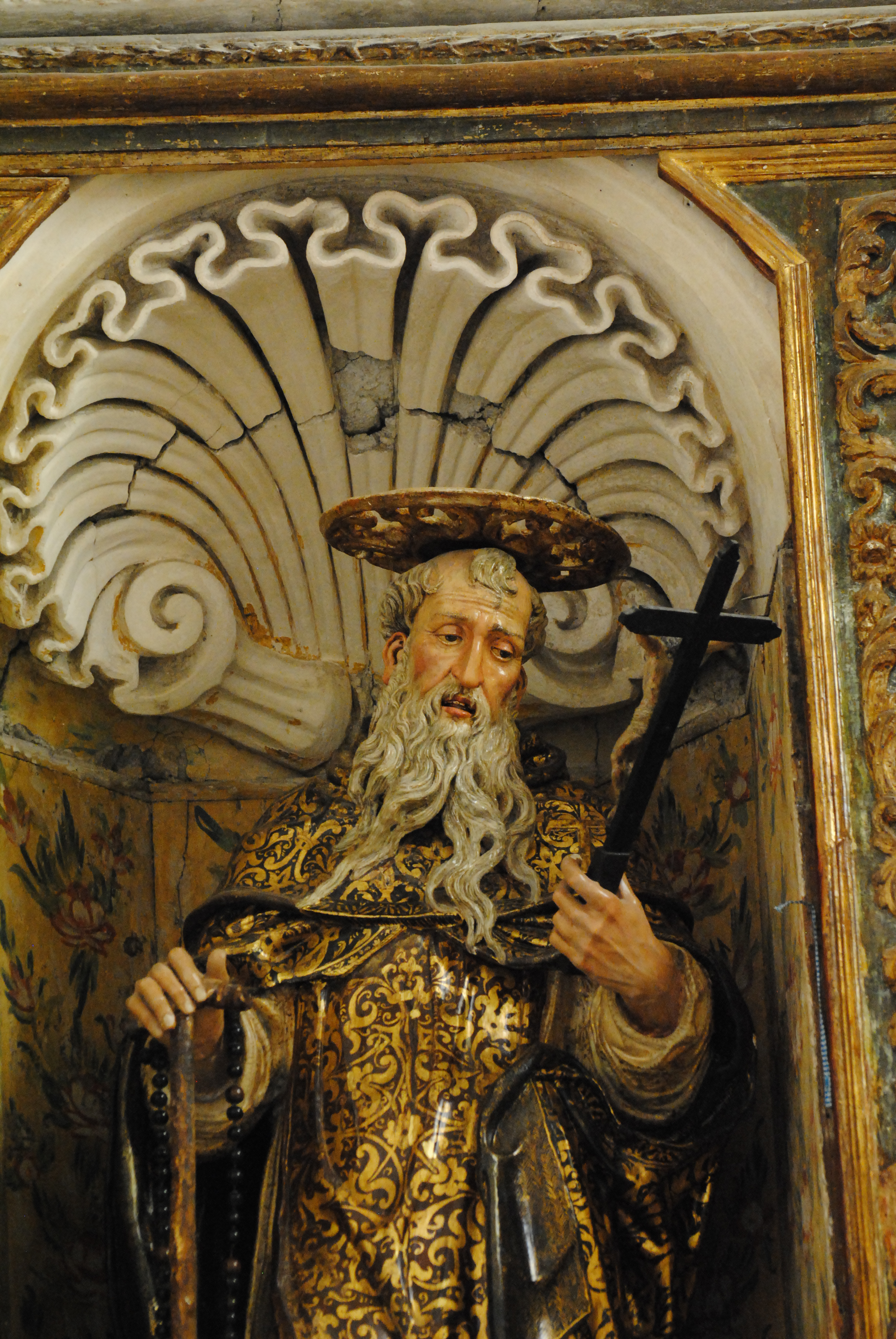
Giovan Battista Gallone, Sant'Antonio Abate, particolare, scultura lignea, Licodia Eubea, Chiesa Madre

Il prospetto principale dell'edificio, incompleto nella parte sommitale, risulta essere la più evidente testimonianza ancora oggi presente riferibile alla chiesa precedente ai restauri successivi al terremoto del 1693.   
Campeggia sul portale centrale lo scudo, decorato del Toson d'oro, con le insegne araldiche dei feudatari della terra, i marchesi Ademar di Santapau.  
Numerosi elementi ed allegorie quali capitelli, fregi, mascheroni e due medaglioni con i busti dei santi Pietro e Paolo, decorano il prospetto in pietra bianca. 
La chiesa è dotata di una imponente torre campanaria ricordata anche nelle pagine di una novella verista di Giovanni Verga:
(Giovanni Verga, Jeli il pastore)

### Interno e opere

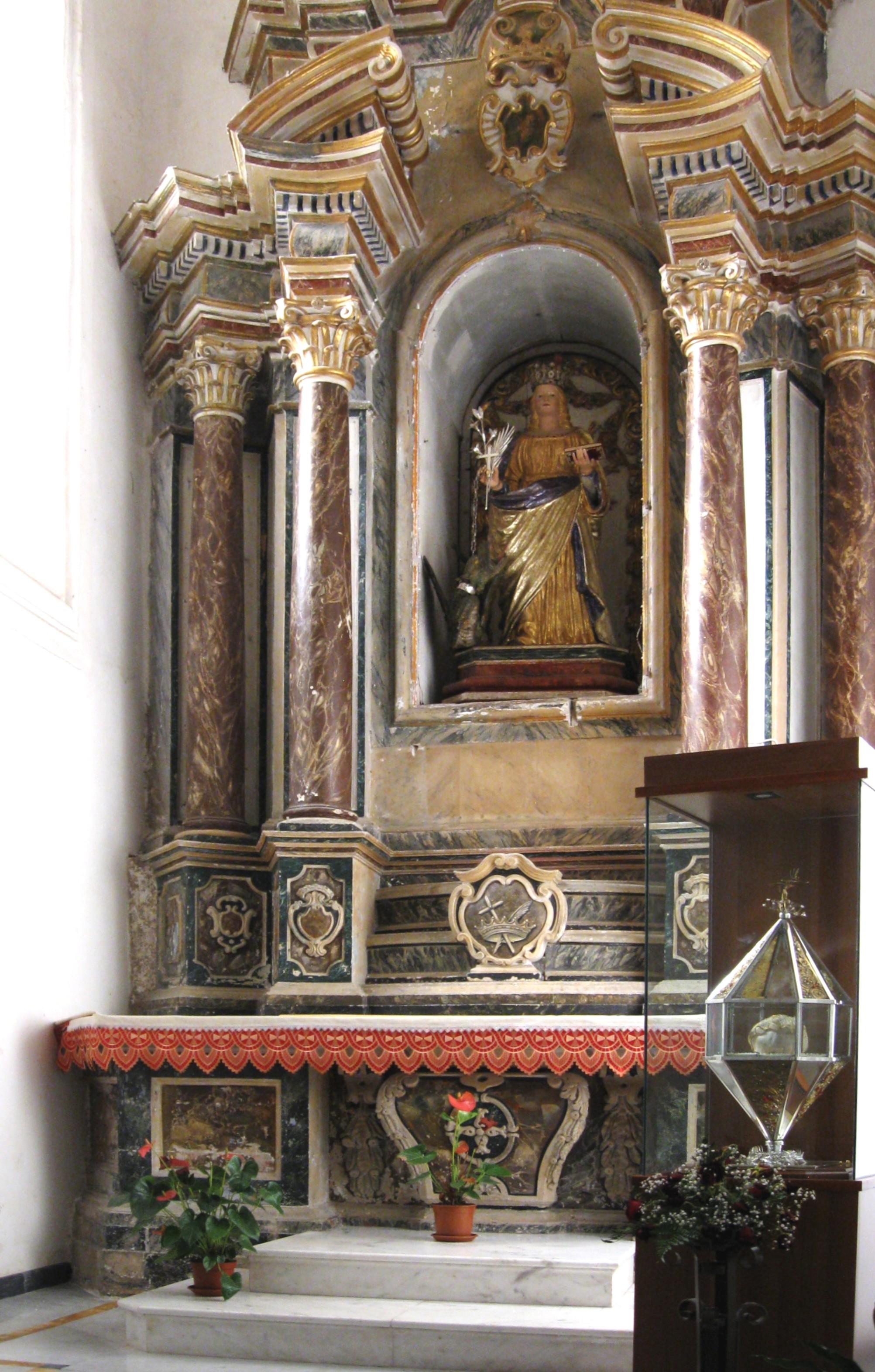
Cappella della Patrona Santa Margherita d'Antiochia nella navata sinistra.

La chiesa si presenta a pianta basilicale con tre navate suddivise da due filari di sei pilastri. La struttura è dotata di due cappelle laterali dedicate al Santissimo Sacramento e all'Addolorata, oggetto di particolare culto tra il popolo di Licodia. La prima cappella è arricchita da pregevoli stucchi del XX secolo e da una bella custodia lignea barocca. La cappella dell'Addolorata custodisce il simulacro ligneo di fattura napoletana della Vergine. Ai lati del presbiterio sono le cappelle dedicate ai due santi patroni della città, Sant'Antonio Abate e Santa Margherita d'Antiochia, dal 1905 Patrona Principale. La cappella di Sant'Antonio conserva la pregevolissima scultura lignea raffigurante il santo opera del napoletano Giovan Battista Gallonea, datata 1617. Nella cappella di Santa Margherita sono il simulacro ligneo, di ignoto autore siciliano, raffigurante la santa martire, opera sopravvissuta al terremoto del 1693, condotta in processione il 20 di luglio in occasione della festa patronale. Gli altari laterali sono dedicati, nella navata di sinistra, alla Madonna delle anime purganti e all'Ecce Homo, nella navata di destra a San Biagio Vescovo e San Giovanni Battista. Su questo ultimo altare campeggia un olio su tela raffigurante il battesimo di Gesù Cristo nel fiume Giordano, opera di recente fattura (1933) del pittore Mario Albertella. Dietro il dipinto sono il fercolo ed il simulacro di San Giovanni, quest'ultimo opera del 1910 realizzata da Sebastiano Busacca, devotissimo del Santo, sacrestano e autore di opere di gusto popolare realizzate in ceroplastica e tela-colla. La chiesa custodisce la scultura con braccia mobili del Cristo deposto, per i licodiani U Signuri 'a cascia, simulacro che assume particolare interesse e devozione nella Settimana Santa, nello specifico nella giornata del Venerdì.

## Feste
- 20 luglio: Santa Margherita V.M d'Antiochia di Pisidia, patrona principale di Licodia Eubea
- Settimana santa, venerdì santo: "U Signuri a cascia", Cristo deposto nell'urna.
- 24 giugno e 29 agosto: San Giovanni Battista
- Venerdì che precede il venerdì santo: Maria S.S. Addolorata
- 17 gennaio: Sant'Antonio abate, patrono di Licodia Eubea)

## Galleria d'immagini

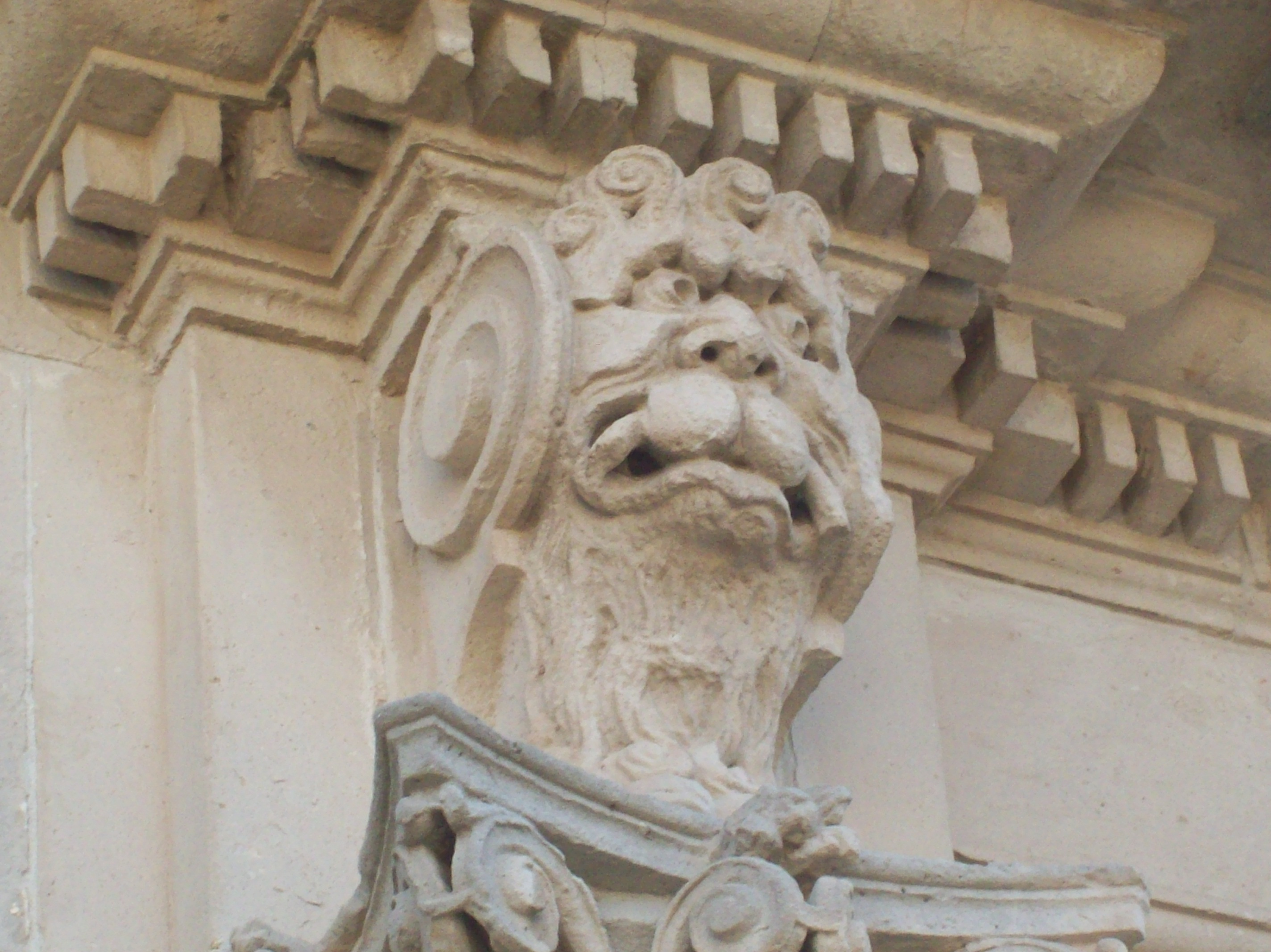
Un mascherone che decora il prospetto della chiesa madre di Licodia Eubea.
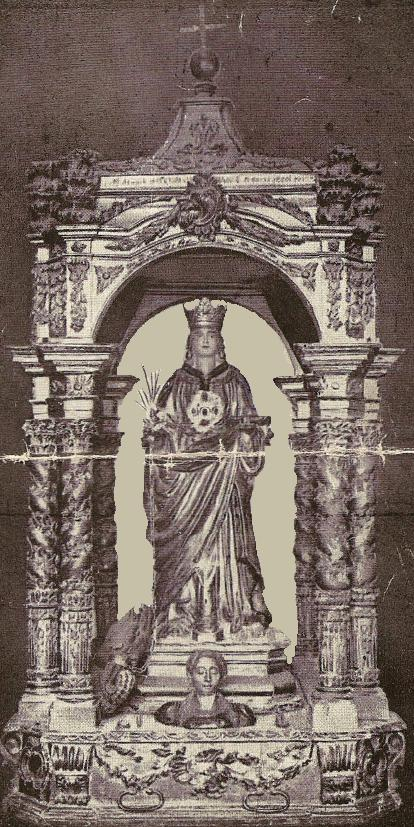
Foto d'epoca raffigurante il simulacro e il fercolo di Santa Margherita V.M patrona di Licodia Eubea.
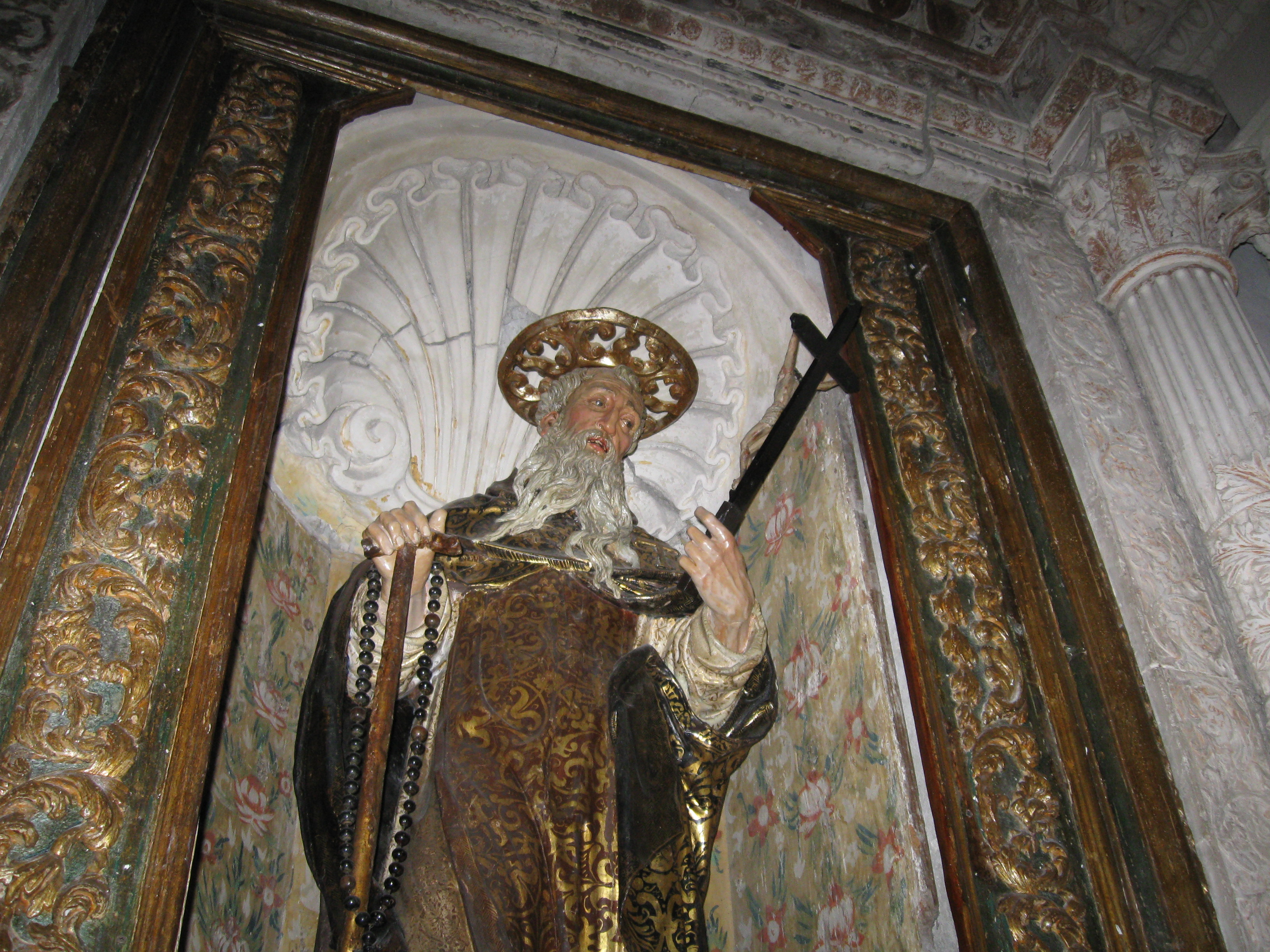
Il simulacro ligneo di Sant'Antonio abate compatrono di Licodia Eubea.
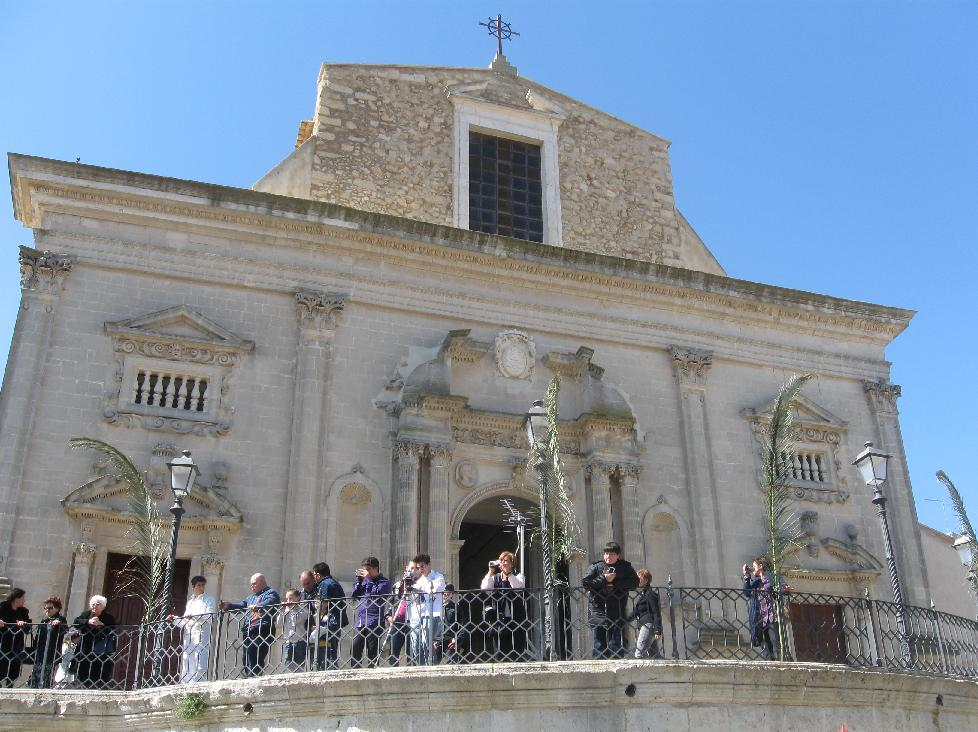
Prospetto principale della chiesa madre di Licodia Eubea
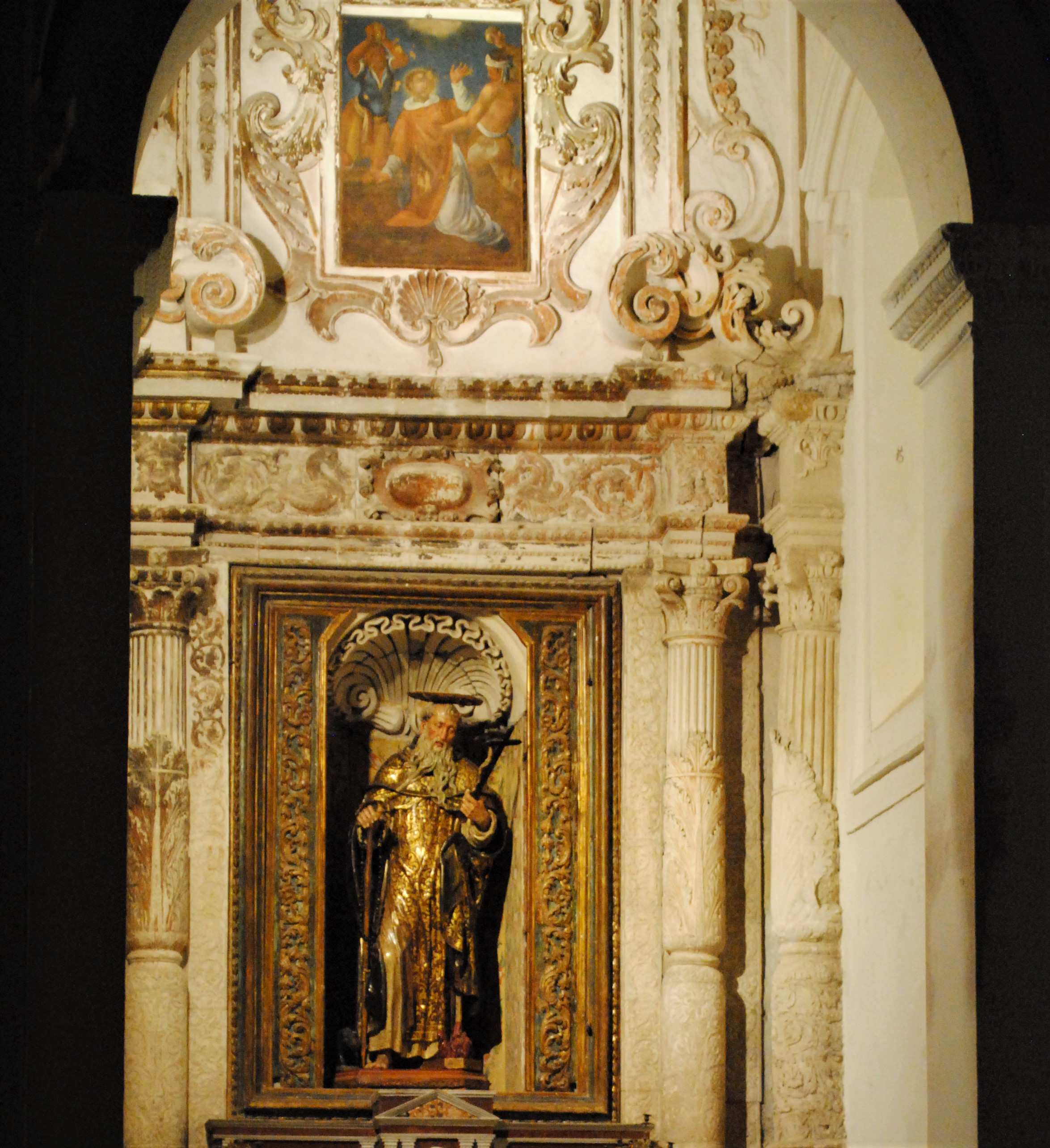
Cappella di Sant'Antonio Abate all'interno della chiesa madre di Licodia Eubea
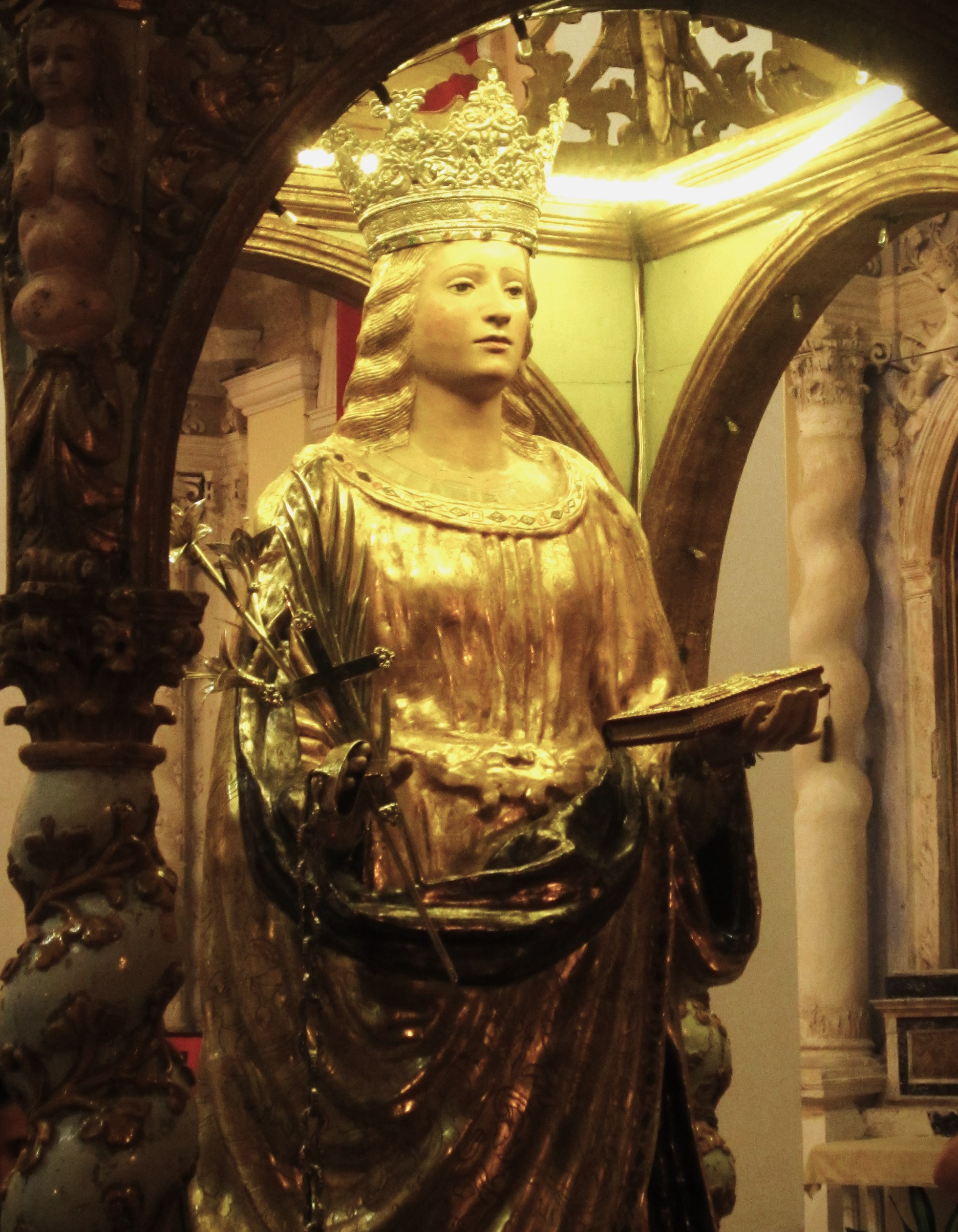
Particolare del simulacro ligneo di Santa Margherita, Licodia Eubea
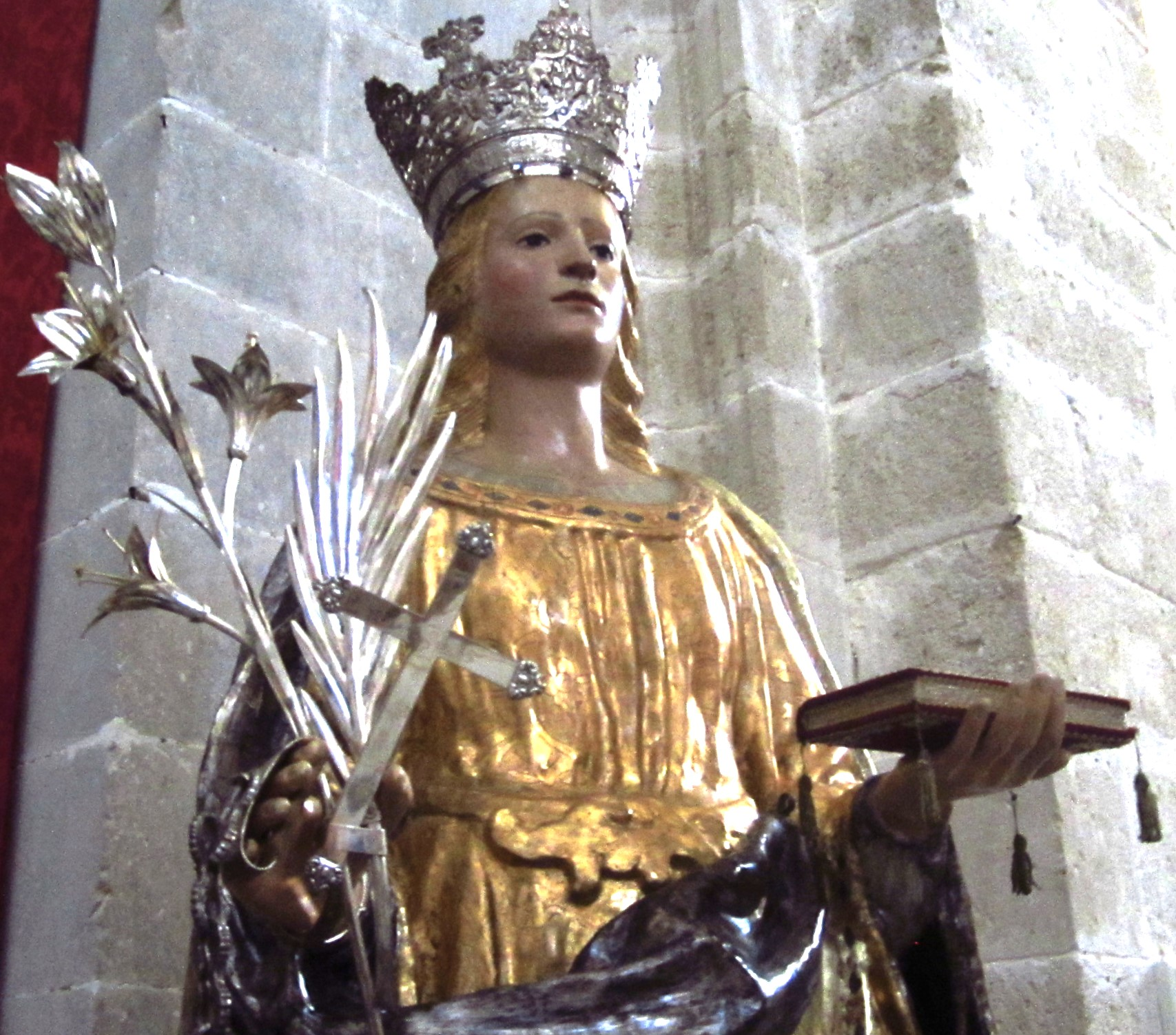
Santa Margherita, particolare del simulacro